# Tzotzil-Sprache
Die Tzotzil-Sprache, auch Tsotsil (Bats'i k'op) ist eine indigene Sprache in Mexiko, gesprochen von der Ethnie der Tzotzil in Chiapas. Sie gehört zu den Maya-Sprachen und ist am nächsten mit der Tzeltal-Sprache verwandt.
Die Eigenbezeichnung ist Bats'i k'op („ursprüngliches Wort“) oder jK'optik („unser Wort“).

## Klassifikation
Die Sprache der Tzotzil bildet zusammen mit Tzeltal und Ch'ol eine Gruppe innerhalb der Maya-Sprachen, die von Proto-Ch'ol abstammen, einer Sprache, die in Städten der Spätklassischen Periode der Maya-Kultur wie Palenque und Yaxchilán gesprochen wurde.

## Heutige soziolinguistische Situation
Tzotzil ist eine der vitalsten indigenen Sprachen in Mexiko. Die Anzahl der Tzotzil-Sprecher nimmt prozentual stärker zu als die Gesamtbevölkerung Mexikos.
Bei der Volkszählung in Mexiko 2010 gaben 429.168 Personen ab 3 Jahren an, Tzotzil zu sprechen. Von diesen gaben 258.767 oder 60,30 % an, auch Spanisch zu sprechen. Mit fast 40 % Einsprachigen hat Tzotzil einen der höchsten Anteile unter den indigenen Sprachen Mexikos.
88.165 Kinder zwischen 3 und 9 Jahren sprachen Tzotzil, was 20,54 % aller Tzotzil-Sprecher ab 3 Jahren ausmacht, während 14,71 % der Gesamtbevölkerung Mexikos ab 3 Jahren 3–9 Jahre alt sind.
Im Municipio Chamula sprachen 69.475 von 69.796 Personen ab 3 Jahren, also 99,54 %, die indigene Sprache. 41.736 Personen oder 59,80 % sprachen kein Spanisch. Von allen 15.853 Kindern in Chamula zwischen 3 und 9 Jahren sprachen 15.699 oder 99,03 % ihre indigene Sprache, 14.242 dieser Kinder oder 89,84 % sprachen kein Spanisch.
Im Municipio Zinacantán sprachen 32.323 von 32.611 Personen ab 3 Jahren, also 99,11 %, die indigene Sprache. 16.929 Personen oder 51,91 % sprachen kein Spanisch. Von allen 7.048 Kindern in Zinacantán zwischen 3 und 9 Jahren sprachen 6.957 oder 98,71 % ihre indigene Sprache, 5.851 dieser Kinder oder 83,02 % sprachen kein Spanisch.

## Bibelübersetzungen
Bei der Mexikanischen Bibelgesellschaft sind bisher zwei vollständige Bibelübersetzungen erschienen. Eine davon ist einschließlich der deuterokanonischen Bücher in Zusammenarbeit katholischer und protestantischer Christen entstanden und 1997 herausgekommen (Biblia en Tzotzil de Chenalhó con libros Deuterocanónicos), die andere im Jahr 2000 ohne deuterokanonische Bücher (Biblia en Tzotzil de Chamula). Die Zeugen Jehovas brachten 2014 eine Neue-Welt-Übersetzung des Neuen Testaments heraus; sie betreiben zudem eine tzotzilsprachige Version ihrer Website.